# 洛塔尔·贝格尔
洛塔尔·贝格尔（1900年12月31日 - 1971年11月5日）是第二次世界大战期间德意志國防軍将领 ，他是第75步兵师指揮官，曾獲頒騎士鐵十字勳章。1945年5月，洛塔尔·贝格尔向苏联军队投降，但被苏联军队移交给英国，最終他于1946年获释。